# Interfaza
Interfaza je ena od faz celičnega ciklusa, v kateri se celica zadržuje večino časa. V interfazi, ki ji sledi mitoza, se celica pripravlja na delitev. Pri tem celica raste, v njej se namnožujejo organčki (organeli) in nastajajo nove kopije DNK. V interfazi potekajo »normalne« celične funkcije. Ne gre za popolno mirovanje celice, marveč za dejavno pripravo na delitev. Večkrat napak štejejo interfazo za prvo fazo mitoze, čeprav se slednja začne šele s profazo.
V interfazi se celica pripravi na sledečo mitozo (somatske diploidne celice) ali mejozo (zarodne diploidne celice: semenčice in jajčeca). 

## Določitev
Pod mikroskopom interfazo prepoznamo po še vedno intaktni membrani celičnega jedra in po kromatinu, ki še ni zgoščen v kromosome. Jedro je običajno vidno kot temen madež. Tudi centriola in delitveno vreteno še niso vidni, vendar lahko v bližini jedra zapazimo centrosom.

## Stopnje
Interfazo razdelimo na tri stopnje oziroma faze. Prva in zadnja se končata s tako imenovano nadzorno točko, kjer se preveri, ali je razvoj celice do tiste točke potekal normalno in ali je celica pripravljena vstopiti v naslednjo fazo. (Obstaja še tretja nadzorna točka, ki je med metafazo in anafazo).
Te faze so:
- Faza G1, v kateri celica raste in normalno deluje. Beljakovinska sinteza je živahna in v tej fazi celica zraste približno na dvakratno začetno velikost.
- Faza S (S = sinteza), kjer pride do podvojevanja DNK (tako imenovano semikonservativno podvojevanje).
- Faza G2; v tej fazi celica ne raste več in se pripravlja na mitozo.

- Nadalje lahko celice izstopijo iz celičnega ciklusa in preidejo v mirujočo fazo G0, ki sledi nadzorni točki G1 in jo lahko obravnavamo kot fazo, ločeno od interfaze ali le kot podaljšek faze G1.

Čas, v katerem se celica nahaja v interfazi in v njenih posameznih podfazah je različen, odvisen od vrste celice in organizma. Nekatere človeške celice se razdelijo vsakih 24 ur (v tem primeru interfaza traja okoli 22 ur).